# Raymond Khoury
Raymond Khoury, född 1960 i Beirut, är en libanesisk-amerikansk författare som skrivit boken Den siste tempelriddaren som utgavs 2005 och blev en internationell bästsäljare. Han är även verksam som manusförfattare. Hans andra roman, Ormens tecken, publicerades 2007 och 2009 kom hans tredje bok, Isens gåta. 2010 släpptes en fortsättning till Den siste tempelriddaren, "The Templar Salvation". Khoury flyttade till USA år 1975 men bor numera i London.